# Dipsacus gmelinii
Dipsacus gmelinii là một loài thực vật có hoa trong họ Kim ngân. Loài này được M.Bieb. mô tả khoa học đầu tiên năm 1808.